# AV-TEST
AV-TEST GmbH é uma organização independente que avalia e classifica antivírus e softwares de segurança para sistemas operacionais Microsoft Windows, MacOS e Android, de acordo com uma variedade de critérios.

## História
Fundada em 2004 pelo TI Andreas Marx, com sede em Magdeburg, a AV-TEST é uma organização especializada em segurança de redes e computadores, empregando mais de 30 profissionais com grande experiência de prática no setor.
A cada dois meses, os pesquisadores publicam os resultados dos seus testes, onde listam quais produtos receberam sua certificação.

## Críticas
Em 2013, o especialista em segurança e CEO da empresa de segurança de TI Kaspersky Lab, Eugene Kaspersky, criticou a AV-TEST por alterar seu processo de certificação.